# Гаусов закон
У физици, Гаусов закон, познат и као Гаусова теорема о флуксу, је закон који се односи на расподелу наелектрисања до постигнућа електричног поља.
Закон је формулисао Карл Фридрих Гаус 1835. године, али није објављен до 1867. године. Гаусов закон је је једна од четири Максвелове једначине који чине основу класичне електродинамике, остала три су Гаусов закон магнетизма, Фарадејев закон електромагнетске индукције и Амперов закон са Максвеловом корекцијом. Гаусов закон се може користити за извођење Кулоновог закона, и обрнуто.

## Квалитативни опис закона
Гаусов закон каже да је:
 Укупан електрични флукс кроз било какву затворену површину је једнак количнику диелектричне константе и укупног наелектрисања унутар те површине.
Гаусов закон има блиске математичке сличности са неколико закона у другим областима физике, као што су Гаусов закон магнетизма и Гаусов закон гравитације. У ствари, било који "инверзно-квадратни закон" може да се формулише на начин сличан Гаусовом закону. На пример, сам Гаусов закон је у суштини једнак инверзном-квадрату Кулоновог закона, и Гаусов закон гравитације је у суштини једнак инверзном-квадрату Њутновог закона гравитације.
Гаусов закон је у неку руку аналоган Амперовом закону, који се бави магнетизмом.
Закон се може векторима изразити у интегралној и у диференцијалној форми. Обе форме су еквивалентне, јер су везане теоремом Гаус-Остроградског. Сваки од ових облика заузврат може се изразити на два начина: као однос између електричног поља E и укупног наелектрисања или као однос вектора диелектричног помераја D и слободног наелектрисања.

## Примена Гасове теореме у одређивању електричног поља
Гаусов закон се може констатовати помоћу или електричног поља E или вектора диелектричног помераја D. Овај део показује неке од формула са E, формула са D је у следећој секцији.

### Интегрални облик
Гаусов закон се може изразити као:
{\displaystyle \Phi _{E}={\frac {Q}{\varepsilon _{0}}}}
где је ΦE је електрични флукс кроз затворену површину S, Q је укупно наелектрисање унутар површине S а ε0 је диелектрична константа. Електрични флукс ΦE се дефинише као површински интеграл електричног поља:
{\displaystyle \Phi _{E}=}{\displaystyle \scriptstyle _{S}}{\displaystyle \mathbf {E} \cdot \mathrm {d} \mathbf {A} }
где је E електрично поље, dA је вектор који је представља инфинитезимални део површине S и нормалан је на тај део површине a · представља скаларни производ два вектора.
Пошто је флукс дефинисан као интеграл електричног поља, овај израз Гаусовог закона се зове интегралним обликом.

#### Примена интегралног облика
Ако је електрично поље познато свуда, Гаусов закон чини прилично лаким, теоретски, одређивање расподеле наелектрисања: наелектрисање у сваком региону може бити одређено интеграљењем електричног поља како би се нашао флукс.
Међутим, много чешће, потребно је да решимо обрнути проблем: позната је расподела наелектрисања док електрично поље треба израчунати. То је много теже, јер и ако можемо одредити електрични флукс кроз неку дату површину, то нам није довољно да одредимо правац, смер и интензитет електричног поља који може да буде веома комплексног облика.
Изузетак је случај када постоји одређена доза симетрије, која би дефинисала да је електрично поље униформно распоређено по површини. У том случају ако је укупан флукс познат могуће је одредити правац, смер и интензитет поља у свакој тачки. Уобичајени примери симетрије погодни за Гаусов закон укључује цилиндричну симетрију, планарну симетрију и сферну симетрију.

### Диференцијална форма
Према теореми Гаус-Остроградског, Гаусов закон може алтернативно бити написан у  диференцијалној форми:
{\displaystyle \nabla \cdot \mathbf {E} ={\frac {\rho }{\varepsilon _{0}}}}
где ∇ • E је дивергенција електричног поља, ε0 је електрична константа, и ρ је густина електричног наелектрисања.

### Једнакост интегралног и диференцијалног облика
Интегрални и диференцијали облици су математички еквивалентни, по теореми дивергенције. Ево и конкретног аргумента.
Интегрални облик Гаусовог закона је:
{\displaystyle \oint _{S}\mathbf {E} \cdot \mathrm {d} \mathbf {A} ={\frac {Q}{\varepsilon _{0}}}}
за било које затворене површине S која садржи наелектрисање Q. по дивергентној теореми, ова једначина је једнака овој:
{\displaystyle \iiint \limits _{V}\nabla \cdot \mathbf {E} \ \mathrm {d} V={\frac {Q}{\varepsilon _{0}}}}
за било који јачину V који садржи наелектрисање Q. Од односа између наелектрисања и густине наелектрисања, ова једначина је једнака овој:
{\displaystyle \iiint \limits _{V}\nabla \cdot \mathbf {E} \ \mathrm {d} V=\iiint \limits _{V}{\frac {\rho }{\varepsilon _{0}}}\ \mathrm {d} V}
за било који јачину V. Да би ова једначине била 'истовремено важећа' у свакој могућој јачини V, потребно је (а и довољна) да интеграција буду једнаки свуда. Дакле, ова једначина је једнака овом:
{\displaystyle \nabla \cdot \mathbf {E} ={\frac {\rho }{\varepsilon _{0}}}.}
Тако су интегрални и диференцијални облици еквивалентни.

## Примена Гаусове теореме у диелектрицима

### Слободно, везано и укупно наелектрисање
Наелектрисање које се поставља у најједноставнијим ситуацијама могло би се класификовати као „слободно“, на пример, набој који се преноси у статички електрицитет, или је наелектрисање на кондензаторској плочи. Насупрот томе, „површинско наелектрисање“ се јавља само у контексту диелектричних материјала. (Сви материјали су поларизовани донекле.) Када су ти материјали смештени у спољашњем електричном пољу, електрони и даље остају везани за свој атом, али помере микроскопско растојање у одговору на поље, тако да су они више на једној страни атома. Сва ова микроскопска померања у горе датој макроскопској мрежној расподели наелектрисања, а то представља „везано наелектрисање“.
Иако микроскопска, сва наелектрисања су у основи иста, често постоје практични разлози који желе да се везано наелектрисање третира другачије од слободног наелектрисања. Резултат је да је више „основни“ Гаусов закон, у смислу E (горе), се понекад ставља у форму еквивалентна испод, што је само у односу на D и слободног наелектрисања.

### Интегрални облик
Ова формулација Гаусовог закона наводи аналогно укупном облику наелектрисања:
{\displaystyle \Phi _{D}=Q_{\text{free}}\!}
где је ΦD D-поља флукс кроз површину S који обухвата запремину V, и Qfree је слободно наелектрисање које се садржи у V. Флукс ΦD аналогно се дефинише на флукс ΦE електричног поља E кроз S:
{{preintegral={\displaystyle \Phi _{D}=}|intsubscpt={\displaystyle {\scriptstyle S}}|integrand={\displaystyle \mathbf {D} \cdot \mathrm {d} \mathbf {A} }}}

### Диференцијални облик
Диференцијални облик Гаусовог закона, користећи слободно наелектрисање, даје:
{\displaystyle \mathbf {\nabla } \cdot \mathbf {D} =\rho _{\text{free}}}
где ∇ • D је дивергенција електричног поља померања, а ρfree је густина слободног наелектрисања.

## Једнакост укупног и слободног  наелектрисања
У овом доказу, ми ћемо показати да је једначина
{\displaystyle \nabla \cdot \mathbf {E} =\rho /\epsilon _{0}}
еквивалентна једначини
{\displaystyle \nabla \cdot \mathbf {D} =\rho _{\mathrm {free} }}
Имајте на уму да се само бавимо диференцијалним обликом, не интегралним обликом, али то је довољно, јер диференцијални и интегрални облици су једнаки у сваком случају, као што је горе показано.
Уводимо густину поларизације P, која има следећи однос према E и D:
{\displaystyle \mathbf {D} =\epsilon _{0}\mathbf {E} +\mathbf {P} }
и следећи однос са везаним наелектрисањем:
{\displaystyle \rho _{\mathrm {bound} }=-\nabla \cdot \mathbf {P} }
Сада, имајте у виду три једначине:
{\displaystyle \rho _{\mathrm {bound} }=\nabla \cdot (-\mathbf {P} )}
{\displaystyle \rho _{\mathrm {free} }=\nabla \cdot \mathbf {D} }
{\displaystyle \rho =\nabla \cdot (\epsilon _{0}\mathbf {E} )}
Кључни увид је да је збир прве две једначине трећа једначина. Овим се завршава доказ: Прва једначина је истина по дефиницији, и стога друга једначина важи ако и само ако је трећа једначина истинита. Дакле, друга и трећа једначина су еквивалентне, што је оно што смо желели да докажемо.

## Једначина за линеарне материјале
У хомогеним, изотропним, Дисперзивним, линеарним материјалима, постоји једноставан однос између E и D:
{\displaystyle \mathbf {D} =\varepsilon \mathbf {E} }
где је ε диелектрична константа материјала. У случај вакуума (тј слободног простора), ε = ε0. Под овим околностима, Гаусов закон се мења у
{\displaystyle \Phi _{E}={\frac {Q_{\text{free}}}{\epsilon }}}
у интегралном облику, и
{\displaystyle \mathbf {\nabla } \cdot \mathbf {E} ={\frac {\rho _{\text{free}}}{\varepsilon }}}
у диференцијалном облику.

## Однос према Кулоновом закону

### Подстицање Гаусовог закон из Кулоновог закона
Гаусов закон се може извести из Кулоновог закона.
Кулонов закон наводи да је електрично поље због стационарне тачка наелектрисања:
{\displaystyle \mathbf {E} (\mathbf {r} )={\frac {q}{4\pi \epsilon _{0}}}{\frac {\mathbf {e_{r}} }{r^{2}}}}
где је
er је радијална векторска јединица,
r је радијус, |r|,
{\displaystyle \epsilon _{0}} је електрична константа,
q је наелектрисање честице, за који се претпоставља да се налази у координатном почетку.
Користећи израз из Кулоновог закона, добијамо укупну поље у r користећи интеграл за сабирање поља у r због премалог наелектрисања на сваком другом месту s у простору, да даје:
{\displaystyle \mathbf {E} (\mathbf {r} )={\frac {1}{4\pi \epsilon _{0}}}\int {\frac {\rho (\mathbf {s} )(\mathbf {r} -\mathbf {s} )}{|\mathbf {r} -\mathbf {s} |^{3}}}\,d^{3}\mathbf {s} }
где је {\displaystyle \rho } густина наелектрисања. Ако узмемо дивергентност обе стране ове једначине у односу на r, и искористе познату теорему
{\displaystyle \nabla \cdot \left({\frac {\mathbf {r} }{|\mathbf {r} |^{3}}}\right)=4\pi \delta (\mathbf {r} )}
где је δ(r) Диракова делта функција, резултат је
{\displaystyle \nabla \cdot \mathbf {E} (\mathbf {r} )={\frac {1}{\varepsilon _{0}}}\int \rho (\mathbf {s} )\ \delta (\mathbf {r} -\mathbf {s} )\,d^{3}\mathbf {s} }
Коришћење "транзлационог померања"из Диракове делта функције, стижемо у
{\displaystyle \nabla \cdot \mathbf {E} (\mathbf {r} )={\frac {\rho (\mathbf {r} )}{\varepsilon _{0}}},}
што је диференцијални облик Гаусовг закон, као сто је и тражено.

### Подстицање Кулоновог закон од Гаусовг закона
Строго говорећи, Кулонов закон се не може извести сама из Гаусовг закона, јер Гаусов закон не даје никакве информације у вези са Роторовим (математика) E (види Хелмхолцово распадање и Фарадејев закон). Међутим, Кулонов закон може да се докаже Гаусовим законом ако се претпостави, као додатак, да је електрично поље од тачке наелектрисања сферно-симетрично (ова претпоставка, као и сам Кулонов закона, је потпуно истинит ако је наелектрисање стационарно, а приближно тачно ако је наелектрисање у покрету).
Узимајући S у интегралном облику Гаусовог закона да буде сферична површина полупречника r, центриран у тачки наелектрисања Q, имамо
{\displaystyle \oint _{S}\mathbf {E} \cdot d\mathbf {A} ={\frac {Q}{\varepsilon _{0}}}}
По претпоставци сферне симетрије, интегранд је константа која се може изнети из интеграла. Резултат је
{\displaystyle 4\pi r^{2}{\hat {\mathbf {r} }}\cdot \mathbf {E} (\mathbf {r} )={\frac {Q}{\varepsilon _{0}}}}
Где је {\displaystyle {\hat {\mathbf {r} }}} јединични вектор који указује радијално од наелектрисања. Опет по сферној симетрији, E тачке у радијалном правцу, и тако добијамо
{\displaystyle \mathbf {E} (\mathbf {r} )={\frac {Q}{4\pi \varepsilon _{0}}}{\frac {\hat {\mathbf {r} }}{r^{2}}}}
што је у суштини једнака Кулоновом закону. Према инверзно-квадратним законом зависност електричног поља у Кулоновом закону следи из Гаусовог закона.